# Бославино
Бославино (Фриденталь, нем. Friedental, также Баславинское) — село в Табунском районе Алтайском крае, в составе Лебединского сельсовета. Основано в 1909 году.
Население — 4 (2013)

## Физико-географическая характеристика
Село расположено в Кулундинской степи, являющейся частью Западно-Сибирской равнины, на высоте 127 метров над уровнем моря. Рельеф местности — равнинный, село окружено полями. Распространены каштановые и тёмно-каштановые почвы.
По автомобильным дорогам расстояние до административного центра сельского поселения села Лебедино — 12 км, районного центра села Табуны — 35 км, до краевого центра города Барнаула — 430 км.

## История
Основано в 1909 году переселенцами из Причерноморья и Поволжья. До 1917 — в составе Славгородской волости Барнаульского уезда Томской губернии.
В 1926 году имелись кооперативная лавка, изба-читальня, сельсовет. В годы коллективизации организован колхоз "Первомайская заря!.
В 1928 году состояло из 82 хозяйств, основное население — немцы. В административном отношении являлось центром Бославинского сельсовета Славгородского района Славгородского округа Сибирского края.
В 1941 году было поселено несколько семей немцев-католиков из Поволжья.

## Население
| 1926 | 1980 | 1989 | 1997 | 1998 | 1999 | 2000 | 2001 | 2002 | 2003 |
| ---- | ---- | ---- | ---- | ---- | ---- | ---- | ---- | ---- | ---- |
| 220  | ↗297 | ↗331 | ↘143 | ↗149 | ↘110 | ↗117 | ↗122 | ↘75  | ↗82  |
| 2004 | 2005 | 2006 | 2007 | 2008 | 2009 | 2010 | 2011 | 2012 | 2013 |
| ↘75  | ↘74  | ↘70  | ↘54  | ↘47  | ↗50  | ↘12  | →12  | ↘6   | ↘4   |

Национальный состав
По данным на 1980 и 1987 гг. 98 % населения села составляли немцы.
Согласно результатам переписи 2002 года, в национальной структуре населения русские составляли 63 %.